# Marianne Zibrandtsen
Marianne Zibrandtsen (født 8. oktober 1951) er uddannet cand.mag. i dansk og religion ved Københavns Universitet (1980). Efter endt uddannelse var hun først adjunkt og siden inspektor ved Allerød Gymnasium (1980-93). Marianne Zibrandtsen var rektor ved Aurehøj Gymnasium fra 1993 og til hun gik på pension i 2016. Hun var formand for Gymnasieskolernes Rektorforening 1998-2002 og har desuden siddet i en lang række råd og udvalg i Undervisningsministeriet og på Københavns Universitet.
Marianne Zibrandtsen har blandt andet været formand for bestyrelsen i Fondet Dansk-Norsk Samarbejde (1998-2009), medlem af Unicefs præsidium (2007-2013), medlem af bestyrelsen i Velux Fonden og Villum Fonden (2005-2015) samt bestyrelsesformand for Øregaard Museum (2004-d.d.).

Marianne Zibrandtsen blev ridder af Dannebrogordenen (2000).